# Hailar
Hailar is een stadje in de unie Hulunbuir, in de autonome regio Binnen-Mongolië. De stad heeft een landschap dat wordt gekenmerkt door de groene grasvlaktes met schapen en joerten. De stad heeft een treinstation en een vliegveld. In 1999 woonden er ongeveer 209.300 mensen.
De stad is in een nieuwe en oude deel te delen. Het oude deel heeft veel traditionele Chinese gebouwen, terwijl het nieuwe deel bestaat uit een industriegebied. 

## Geschiedenis
Hailar was in 1734 gebouwd als fort. Ten tijde van Republiek China, was de stad de provinciehoofdstad van de toenmalige provincie Xing'an 興安省. Op 27 november 1929 werd de stad kortstondig bezet door de Sovjet-Unie tijdens het Chinees-Sovjetconflict. 